# Adhemar Esquivel Kohenque
Adhemar Esquivel Kohenque (* 22. April 1929 in Apolo; † 17. Juli 2013 in Tarija, Bolivien) war ein bolivianischer römisch-katholischer Geistlicher und Bischof von Tarija. 

## Leben
Adhemar Esquivel Kohenque studierte Philosophie und Theologie an der „Ballivián“ in La Paz und dem Erzbischöflichen Priesterseminar „San Cristóbal“. Er empfing am 30. Oktober 1960 die Priesterweihe. Er arbeitete zusammen mit belgischen Patres in Atocha. Er war Pfarrer von Tiahuanacu und später Pfarrer der Pfarrei Jesús de Machaca im südlichen Hochland. 
Papst Paul VI. ernannte ihn am 11. November 1968 zum Weihbischof in La Paz und Titularbischof von Caere. Der Papst persönlich spendete ihm am 6. Januar 1969 im Petersdom die Bischofsweihe; Mitkonsekratoren waren die Kurienerzbischöfe Sergio Pignedoli, Sekretär der Kongregation für die Evangelisierung der Völker, und Ernesto Civardi, Sekretär der Kongregation für die Bischöfe.
Am 10. November 1992 wurde er von Papst Johannes Paul II. zum Koadjutorbischof von Tarija ernannt. Mit der Emeritierung Abel Costas Montaños am 20. Oktober 1995 folgte er ihm als Bischof von Tarija nach. Am 2. Juni 2004 nahm Johannes Paul II. seinen altersbedingten Rücktritt an.
Adhemar Esquivel Kohenque sprach Aymara, eine der indigenen Sprachen Südamerikas, und übersetzte liturgische Texte. Er engagierte sich für diese Volksstämme und bildete zusammen mit der Universidad Católica Boliviana San Pablo und der Unidad Académica Campesina (UAC) Diakone und Seminaristen aus. 